# ATC kód J06
ATC kód J06 Imunitní séra a imunoglobuliny je hlavní terapeutická skupina anatomické skupiny J. Protiinfekční léčiva pro systémové použití.

## J06A Hyperimunní séra

### J06AA Hyperimunní séra
J06AA03 Sérum proti hadímu jedu
J06AA06 Sérum proti vzteklině

## J06B Imunoglobuliny

### J06BA Imunoglobuliny, normální lidské
J06BA01 Imunoglobuliny, norm. lidské, k extravasální aplikaci
J06BA02 Imunoglobuliny normální lidské pro i.v.

### J06BB Specifické imunoglobuliny
J06BB01 Anti-d(rh)imunoglobulin
J06BB02 Imunoglobulin proti tetanu
J06BB04 Imunoglobulin proti hepatitidě B
J06BB09 Imunoglobulin proti cytomegalovirové infekci
J06BB16 Palivizumab

## Poznámka
- Registrované léčivé přípravky na území České republiky.
- Informační zdroj: Státní ústav pro kontrolu léčiv, Všeobecná zdravotní pojišťovna.